# Armenia en los Juegos Paralímpicos de Nagano 1998
Armenia estuvo representada en los Juegos Paralímpicos de Nagano 1998 por ocho deportistas, seis hombres y dos mujeres. El equipo paralímpico armenio no obtuvo ninguna medalla en estos Juegos.